# Belovói járás
A Belovói járás (oroszul Бело́вский райо́н) Oroszország egyik járása a Kemerovói területen. Székhelye Belovo.

## Népesség
- 1989-ben 25 815 lakosa volt.
- 2002-ben 33 382 lakosa volt.
- 2010-ben 30 204 lakosa volt, melynek 91,3%-a orosz, 0,9%-a csuvas, 0,7%-a ukrán, 0,5%-a német, 0,4%-a örmény, 0,4%-a tatár, 0,3%-a fehérorosz stb.